# 玉皇阁北街街道
玉皇阁北街街道，是中华人民共和国宁夏回族自治区銀川市兴庆区下辖的一个乡镇级行政单位。

## 行政区划
玉皇阁北街街道下辖以下地区：
信义社区、北寺社区、天成社区、北关社区、北门社区、益民社区、永康社区、青山社区、东方社区和东关社区。